# Villa Ukika
Villa Ukika, maleno indijansko selo (najjužnije na svijetu) koje se nalazi nešto južnije od Puerto Williamsa u južnom Čileu. Selo ima oko 50 stanovnika yahganskog porijekla koji su ovamo preseljeni od 1953 (poglavito 1960.-tih) sa zaljeva Mejillones, Róbaloa i Punta Trucoa. 
U selu živi i posljednja govornica jezika yahgan, Cristina Calderón, od sumještana nazivana “La Abuela” (“baka”)